# Liên hoàn họa

Một hình Liên hoàn họa từ truyện "Arrest of the Orchid"

Liên hoàn họa (chữ Hán giản thể: 连环画; chữ Hán phồn thể: 連環畫; bính âm: Liánhuánhuà) là thuật ngữ để gọi những bộ truyện tranh cổ truyền trong xã hội Trung Quốc. Liên hoàn họa xuất hiện vào đầu thế kỉ 20 và được coi như là tiền thân của manhua.

## Thuật ngữ
Trong tiếng Hoa, từ này có nghĩa là "Hình ảnh liên kết", người dân gọi những quyển sách này là "Liên hoàn họa" hoặc "Liên hoàn đồ họa". Tuy nhiên, nghĩa gốc của từ này đã không còn được sử dụng kể từ năm 1927. Thay vào đó, Liên hoàn họa lại theo từng vùng khác nhau mà mang những nghĩa khác nhau:
| Địa điểm                | Nghĩa tiếng Anh | Tên tiếng Hoa          |
| ----------------------- | --------------- | ---------------------- |
| Thượng Hải              | Little Book     | Tiểu thư (小書)        |
| Thượng Hải              | Picture Book    | Đồ họa thư (圖畫書)    |
| Quảng Châu và Hồng Kông | Doll Book       | Công tử thư (公仔書)   |
| Vũ Hán                  | Children's Book | Yaya thư (伢伢書)      |
| Bắc Trung Quốc          | Kid's Book      | Tiểu nhân thư (小人書) |

## Lịch sử
Năm 1880, trên những tạp chí tiếng Trung như Dianshizhai Pictorial bắt đầu xuất hiện những hình ảnh vẽ tay. Năm 1884, 10 biểu trưng ủng hộ cuộc khởi nghĩa ở Triều Tiên có thể coi như là minh chứng đầu tiên về sự xuất hiện của Liên hoàn họa. Năm 1889, Wenyi Book Company ở Thượng Hải xuất bản "The Story of the Three Kingdoms" do Zhu Zhixuan vẽ. Tác phẩm này được gọi là "huihui tu" hoặc chapter pictures (chương ảnh???).
Đến năm 1916, nhật báo Caobao xuất hiện những bức vẽ để thu hút độc giả thuộc tầng lớp trung và hạ lưu. Đến những năm 1920, báo ảnh ở Thượng Hải đã xuất hiện nhiều bức vẽ nói về các câu chuyện cổ, những thần thoại và truyền thuyết Trung Quốc. Những tờ báo ảnh này phát triển và lưu thông trong những năm 20 và 30 thế kỉ trước tại đường Beigongyili tại quận Zhabei. Năm 1935, quầy tranh ở đây xuất bản "Shanghai Lianhuan Tuhua Promotion Society" - một thể loại truyện tranh đơn giản cho trẻ con.
Trong những năm 20 đầu thế kỉ 20, Liên hoàn họa cũng bắt đầu xuất hiện ở Hồng Kông và tiếp tục phát triển ngay cả dưới thời kì bị ảnh hưởng của Nhật những năm 1940.
Đến những năm 1980, sau cuộc Đại cách mạng văn hóa, Liên hoàn họa dần mất đi vai trò của mình do bị coi là không mang tính giáo dục và không có tính triết lý.

## Hiện tại
Hiện tại, Liên hoàn họa có lẽ chỉ còn tồn tại trong một số viện bảo tàng để mọi người có thể nhớ về một thể loại truyện tranh lâu đời ở Trung Quốc những năm đầu thế kỉ 20.